# Ručiūnai
Ručiūnai är en ort i Litauen. Den ligger i den centrala delen av landet, 80 km nordväst om huvudstaden Vilnius. Ručiūnai ligger 64 meter över havet och antalet invånare är 256.
Terrängen runt Ručiūnai är platt. Runt Ručiūnai är det ganska tätbefolkat, med 58 invånare per kvadratkilometer. Närmaste större samhälle är Jonava, 7,7 km sydost om Ručiūnai. Omgivningarna runt Ručiūnai är en mosaik av jordbruksmark och naturlig växtlighet.